# (31667) 1999 JL3
1999 JL3 (asteroide 31667) é um asteroide da cintura principal. Possui uma excentricidade de 0.22806410 e uma inclinação de 22.81160º.
Este asteroide foi descoberto no dia 8 de maio de 1999 por Takao Kobayashi em Oizumi.